# Diocesi di Gubaliana
La diocesi di Gubaliana (in latino Dioecesis Gubalianensis) è una sede soppressa e sede titolare della Chiesa cattolica.

## Storia
Gubaliana, identificabile con le rovine di Djebeliana o di Henchir-Goubeul nell'odierna Tunisia, è un'antica sede episcopale della provincia romana di Bizacena.
Dal 1933 Gubaliana è annoverata tra le sedi vescovili titolari della Chiesa cattolica; dal 27 gennaio 1995 il vescovo titolare è Otto Georgens, vescovo ausiliare di Spira.

## Cronotassi dei vescovi titolari
- Ángel Morta Figuls † (19 gennaio 1965 - 21 giugno 1972 deceduto)
- Alberto Jover Piamonte † (28 dicembre 1974 - 2 aprile 1986 nominato arcivescovo di Jaro)
- Orlando Romero Cabrera (26 maggio 1986 - 25 ottobre 1994 nominato vescovo di Canelones)
- Otto Georgens, dal 27 gennaio 1995